# Caroline Colombo
Caroline Colombo (* 16. April 1996 in Pontarlier) ist eine ehemalige französische Biathletin, die von 2019 bis 2023 unregelmäßig im Weltcup startete und dabei mit der Mixed-Staffel ein Rennen gewann. Zudem erreichte sie bei den Europameisterschaften 2021 Silber in der Single-Mixed-Staffel.

## Sportliche Laufbahn
Colombo wuchs im Juragebirge auf und begann in ihrer Jugend mit dem Biathlonsport im AS Mouthe. 2015 wurde sie in den Nachwuchskader des französischen Skiverbands aufgenommen und erhielt im darauffolgenden Winter erste Einsätze im IBU-Junior-Cup sowie bei den Juniorenweltmeisterschaften, bei denen sie als bestes Ergebnis einen elften Platz im Sprint erreichte. Im Dezember 2016 gewann sie ein Junior-Cup-Rennen und belegte im weiteren Saisonverlauf – jeweils in ihrer Altersklasse – unter anderem einen vierten Platz bei der EM-Verfolgung sowie den fünften Rang mit der WM-Staffel, der neben ihr Myrtille Bègue und Julia Simon angehörten. Colombo schoss dabei die einzigen beiden Strafrunden ihrer Mannschaft.
In der Vorbereitung auf ihre erste Saison im Erwachsenenbereich, die sie im B-Kader bestritt, stürzte Colombo im Juni 2017 beim Training auf Rollskiern und zog sich eine Sprunggelenkfraktur zu. Nach der daraus resultierenden mehrmonatigen Verletzungspause bestritt sie zu Beginn des Winters 2018/19 regelmäßig Rennen im IBU-Cup, der zweithöchsten Wettkampfserie im Erwachsenenbereich. Sie gewann dort im Dezember 2018 mit dem 15-Kilometer-Einzel in Obertilliach ihr erstes Rennen, wobei sie 0,6 Sekunden Vorsprung auf Nadine Horchler hatte. Später im Winter entschied sie in Martell zwei weitere IBU-Cup-Wettbewerbe für sich (darunter den erstmals gelaufenen Massenstart 60) und erhielt neun Weltcupeinsätze, bei denen sie als bestes Ergebnis einen 22. Rang in der Verfolgung von Antholz erreichte. Nach der Saison hob Colombo insbesondere die Verbesserung im Schießen durch das Training mit Jean-Pierre Amat und Franck Badiou hervor: Vor ihrer Verletzungspause lag ihre Trefferquote bei 68 Prozent, danach bei 90 Prozent.
Im Winter 2019/20 erhielt Colombo neben Chloé Chevalier einen der verbliebenen zwei französischen Startplätze im Weltcupteam neben den vier A-Kader-Athletinnen Anaïs Bescond, Célia Aymonier, Julia Simon und Justine Braisaz. Sie belegte als bestes Weltcupergebnis einen 15. Rang im Sprint von Hochfilzen in einem der ersten Saisonrennen. In der Folge blieb sie mit ihren Leistungen hinter ihren etablierten Teamkolleginnen zurück und wurde nur als Ersatzläuferin (ohne Einsatz) für die Weltmeisterschaften nominiert. Nachdem sie auch in der Folgesaison vordere Ergebnisse verpasst hatte, wurde Colombo im Februar 2021 zugunsten von Lou Jeanmonnot wieder in die IBU-Cup-Mannschaft zurückgestuft. Colombo nahm sowohl 2020 als auch 2021 an den zum IBU-Cup zählenden Europameisterschaften teil. 2020 verpasste sie in Minsk-Raubitschy als Vierte der Verfolgung um einen Platz die angestrebte EM-Medaille; ein Jahr später gewann sie in Duszniki-Zdrój gemeinsam mit Émilien Claude die Silbermedaille in der Single-Mixed-Staffel. 2021/22 feierte Colombo im IBU-Cup zwei Einzelerfolge sowie einen Sieg mit der Mixed-Staffel und gewann vor Ragnhild Femsteinevik die Sprintwertung der Wettkampfserie.
Nach dem Rücktritt von Anaïs Bescond und wegen der Schwangerschaftspause von Justine Braisaz-Bouchet rückte Colombo für die Saison 2022/23 erneut in den französischen Weltcupkader auf. Beim Saisonauftakt in Kontiolahti wurde sie nach einem Rennen ohne Schießfehler Sechste in der Verfolgung und erreichte damit zum ersten Mal im Weltcup ein Ergebnis unter den ersten Zehn. Sie erzielte in den folgenden Monaten zwei weitere Top-Ten-Resultate in Einzelrennen und gewann am 5. März an der Seite von Lou Jeanmonnot, Éric Perrot und Fabien Claude die Mixed-Staffel in Nové Město. Am Ende des Winters belegte Colombo als fünftbeste Französin im Gesamtweltcup den 20. Platz. Im November 2023 machte sie eine Neuropathiediagnose öffentlich. Wegen der Erkrankung nahm sie im Winter 2023/24 an keinen Wettkämpfen teil.
In der Saison 2024/25 bestritt sie ebenfalls keine weiteren Rennen, bevor sie am 5. Februar 2025 ihr Karriereende bekannt gab.

## Statistiken

### Weltcupsiege
| Nr. | Datum        | Ort                  | Disziplin       |
| --- | ------------ | -------------------- | --------------- |
| 1.  | 5. März 2023 | Nové Město na Moravě | Mixed-Staffel 1 |

### Weltcupplatzierungen
Die Tabelle zeigt alle Platzierungen (je nach Austragungsjahr einschließlich Olympische Spiele und Weltmeisterschaften).
- 1.–3. Platz: Anzahl der Podiumsplatzierungen
- Top 10: Anzahl der Platzierungen unter den ersten zehn (einschließlich Podium)
- Punkteränge: Anzahl der Platzierungen innerhalb der Punkteränge (einschließlich Podium und Top 10)
- Starts: Anzahl gelaufener Rennen in der jeweiligen Disziplin

| Platzierung | Einzel | Sprint | Verfolgung | Massenstart | Staffel | Gesamt |
| ----------- | ------ | ------ | ---------- | ----------- | ------- | ------ |
| 1. Platz    |        |        |            |             | 1       | 1      |
| 2. Platz    |        |        |            |             | 1       | 1      |
| 3. Platz    |        |        |            |             |         |        |
| Top 10      |        | 1      | 1          | 1           | 2       | 5      |
| Punkteränge | 6      | 14     | 14         | 4           | 2       | 40     |
| Starts      | 8      | 26     | 17         | 4           | 2       | 57     |